# Saurodactylus mauritanicus
Saurodactylus mauritanicus — вид геконоподібних ящірок родини Sphaerodactylidae. Мешкає в Північній Африці.

## Поширення і екологія
Saurodactylus mauritanicus мешкають на північному сході Марокко і на північному сході Алжиру, а також на території іспанської Мелільї та на сусідніх островах Чафарінас і Пеньйон-де-Велес-де-ла-Гомера, спостерігалися на острові Альборан. Вони живуть в пустельних і напівпустельних кам'янистих районах, серед каміння і рослинності. Віддають перевагу пологим схилам. Зустрічаються на висоті до 1200 м над рівнем моря. Самиці відкладають яйця, в кладці до 8 яєць.